# Quốc kỳ Azawad
Quốc kỳ Azawad gồm ba dải ngang màu lục, đỏ và đen, theo thứ tự từ trên xuống dưới. Mé cán cờ có một hình tam giác cân màu vàng.
Nhà nước Azawad, một quốc gia chưa được công nhận đã tuyên bố độc lập khỏi Mali vào ngày 6 tháng 4 năm 2012. Quốc kỳ quốc gia này có màu xanh lục, đỏ và đen là màu Toàn châu Phi. Nó cũng giống như lá cờ của Phong trào Quốc gia Giải phóng Azawad.